# Nesidiochernes slateri
Espèce
Nesidiochernes slateri est une espèce de pseudoscorpions de la famille des Chernetidae.

## Distribution
Cette espèce est endémique d'Australie-Occidentale. Elle se rencontre vers Albany.

## Description
Le mâle holotype mesure 2,3 mm et la femelle paratype 3 mm.

## Étymologie
Cette espèce est nommée en l'honneur de James Alexander Slater.

## Publication originale
- Beier, 1975 : Neue Pseudoskorpione aus Australien und Neu-Guinea. Annalen des Naturhistorischen Museums in Wien, vol. 78, p. 203-213 (texte intégral).